# جاستن ديفيز
جاستن ديفيز (بالإنجليزية: Justin Davies)‏ هو لاعب اتحاد الرغبي نيوزيلندي، ولد في 13 فبراير 1986.